# منتزعة الكبريت الإسفينية
منتزعة الكبريت الإسفينية (الاسم العلمي: Desulfovibrio cuneatus) هي نوع من البكتيريا، سلبية الغرام، تتبع جنس منتزعة الكبريت.